# Impatiens fenghwaiana
Impatiens fenghwaiana är en balsaminväxtart som beskrevs av Yi Ling Chen. Impatiens fenghwaiana ingår i släktet balsaminer, och familjen balsaminväxter. Inga underarter finns listade i Catalogue of Life.